# Football Superstars
Football Superstars est un jeu vidéo de football massivement multijoueur développé par Monumental Games et édité par Cyber Sports sorti en 2008 sur Windows.

## Accueil
- PC Gamer : 58 %[1]